# Colgate, West Sussex
Colgate är en civil parish i Storbritannien.   Den ligger i grevskapet West Sussex och riksdelen England, i den södra delen av landet, 50 km söder om huvudstaden London. Arean är 22,4 kvadratkilometer.
Terrängen i Colgate är huvudsakligen platt.